# Emilio Colombo
Emilio Colombo (født 11. april 1920, død 24. juni 2013) var en italiensk politiker og diplomat. Han var landets premierminister fra 1970-1972. Derudover beklædte han også forskellige ministerposter, f.eks. var han landets udenrigsminister fra 1980 til 1983 og fra 1992 til 1993. Fra 1977 til 1979 var han formand for Europa-Parlamentet. I 1979 blev han tildeldt Karlsprisen.